# Josué Quijano
Josué Abraham Quijano Potosme (Masaya, 10 de março de 1991) é um futebolista nicaraguense que atua como lateral direito. Desde 2015, atua pelo Real Estelí

## Carreira
Iniciou a carreira em 2010, no CaRuNa RL, clube de sua cidade natal. Entre 2011 e 2015, jogou pelo Walter Ferretti, disputando 30 partidas em 4 temporadas, e vencendo o Campeonato Nicaraguense em 2014–15. Em 2013, sofreu um acidente motociclístico juntamente com seu companheiro de equipe Milton Busto, fraturando o joelho. Especulou-se que Quijano regressaria aos gramados em 6 meses.
Em 2015, assinou com o Real Estelí, vencendo os Campeonatos nacionais de 2015–16 e 2016–17, além do Torneio Clausura de 2019.

## Carreira internacional
Desde 2011, Quijano é convocado para a Seleção Nicaraguense. A estreia do lateral pelos Pinoleros foi na Copa Centroamericana do mesmo ano, contra El Salvador. Seu único gol em 56 partidas (é o recordista de jogos pela seleção) foi em janeiro de 2013, também na Copa Centroamericana, desta vez frente à Guatemala.

## Títulos
Walter Ferretti
- Campeonato Nicaraguense: 1 (2014–15)

Real Estelí
- Campeonato Nicaraguense: 3 (2015–16, 2016–17, Clausura 2019)